# Скорпенови
Скорпеновите (Scorpaenidae) са семейство актиноптери от разред Скорпеноподобни (Scorpaeniformes).
Таксонът е описан за пръв път от Антоан Рисо през 1826 година.

## Родове
- Ablabys
- Caracanthus
- Centropogon
- Choridactylus
- Ebosia
- Ectreposebastes
- Helicolenus – Розови риби
- Hozukius
- Idiastion
- Inimicus
- Lioscorpius – Лиоскорпии
- Maxillicosta
- Minous
- Neocentropogon
- Neomerinthe
- Neosebastes
- Parapterois
- Pontinus – Понтинуси
- Pteroidichthys
- Pterois – Лъвски риби
- Pteropterus
- Rhinopias
- Scorpaena – Скорпени
- Scorpaenodes
- Scorpaenopsella
- Scorpaenopsis
- Sebastapistes
- Sebastes – Морски бибани
- Setarches
- Snyderina
- Synanceia – Каменни риби
- Tetraroge
- Thysanichthys
- Trachyscorpia – Трахискорпии
- Vespicula